# Костумбризм
Костумбри́зм (ісп. costumbrismo, від costumbre — звичай) — напрям у художній літературі і малярстві Іспанії та Латинської Америки XIX століття, породжений романтичним захопленням народною культурою, перейнятий піднесенням національної свідомості.
Костумбризм в Іспанії позначився на творчості Р. Месонеро Романоса, М.-Х. де Лари, С. Естбанеса Кальдерона та ін., в Латинській Америці — Х.-Х. Вальєхо (Чилі), Р. Пальми (Перу) та ін. Представники цього напряму найчастіше зверталися до нарису, а також до роману, драми.